# Józef Targowski (historyk)

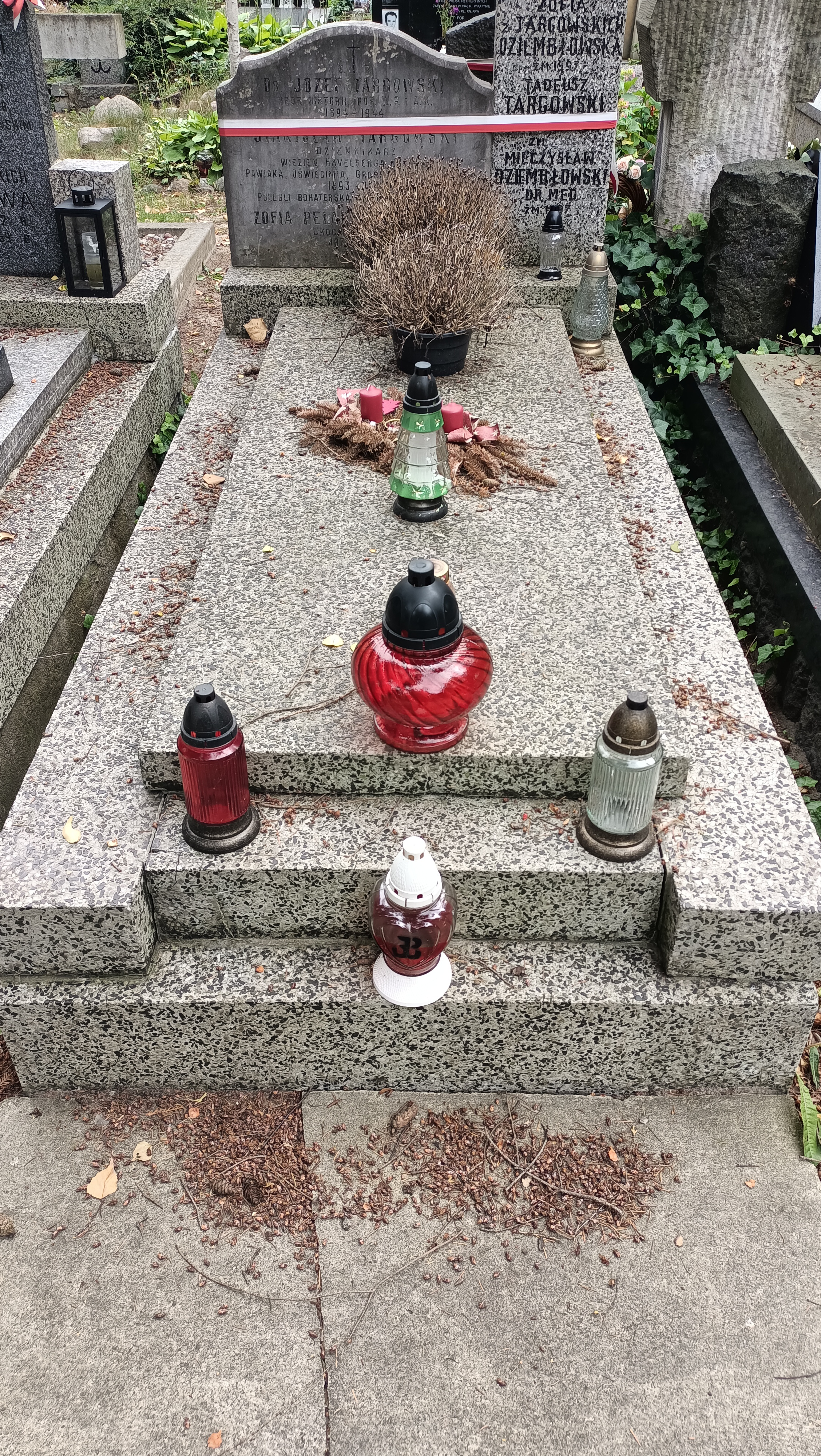
Grób historyka Józefa Targowskiego na Cmentarzu Wojskowym na Powązkach

Józef Konrad Targowski (ur. 10 stycznia 1894 w Warszawie, zm. 11 sierpnia 1944 tamże – polski historyk i nauczyciel, porucznik Armii Krajowej, powstaniec warszawski, ps. „Wichrocki”.

## Życiorys
Był synem Stanisława Kazimierza i Zofii Pelagii z Goreckich, wnukiem powstańca styczniowego. Uczył się w Gimnazjum Ziemi Kujawskiej we Włocławku. W 1908 wyjechał do Kazania, gdzie pobierał prywatne lekcje, w 1913 uzyskał świadectwo maturalne w Wiatce. W 1914 wrócił do Włocławka, do kwietnia 1915 uczył historii w żeńskiej szkole. W maju wyjechał do Krakowa i wstąpił do Legionów Polskich, w  bitwie pod Kostiuchnówką został ciężko ranny. W październiku 1916 zwolnił się z wojska i zapisał na wydział humanistyczny nowo otwartego Uniwersytetu Warszawskiego. W 1918 zgłosił się do 1 Dywizjonu Artylerii Konnej, na początku 1919 wyruszył na front wschodni. Po kilku miesiącach został skierowany do Szkoły Podchorążych Artylerii w Poznaniu, po jej ukończeniu został oficerem ogniowym, na początku 1920 wziął udział w walkach na froncie wschodnim. Wiosną 1921 zwolnił się z wojska i przeszedł do rezerwy jako podporucznik. W roku szkolnym 1921–1922 pracował jako nauczyciel języka polskiego i historii w  Państwowym Gimnazjum im. Gen. J.H. Dąbrowskiego w Kutnie. W latach 1922–1932 uczył historii w Państwowym Gimnazjum im. Narcyzy Żmichowskiej i Państwowym Gimnazjum im. Księcia Józefa Poniatowskiego w Warszawie. Równolegle kończył studia historyczne na Uniwersytecie Warszawskim, w 1933 uzyskał tytuł doktora filozofii. W latach 1932–1944 pracował jako nauczyciel historii w I Państwowym Gimnazjum i Liceum im. Stefana Batorego w Warszawie. W czasie wojny zaangażował się w tajne nauczanie. Jednocześnie kontynuował pracę naukową, w 1943 uzyskał tytuł docenta na Uniwersytecie Warszawskim. Był członkiem Towarzystwa Miłośników Historii w Warszawie. 
Brał udział jako ochotnik w kampanii wrześniowej w Warszawskiej Brygadzie Pancerno-Motorowej, w dywizjonie artylerii motorowej na stanowisku oficera ogniowego, z którym przeszedł szlak bojowy aż do kapitulacji brygady pod Tomaszowem Lubelskim (20 września 1939). Podczas powstania warszawskiego dowodził oddziałem złożonym ze swoich uczniów z I Państwowego Gimnazjum i Liceum im. Stefana Batorego. Podczas walk na Starówce został ciężko ranny w brzuch, zmarł 11 sierpnia 1944 w wyniku odniesionych ran w szpitalu polowym przy ul. Długiej 25.
Został pochowany przy ul. Długiej 25. 28 kwietnia 1945 ekshumowany i pochowany na Cmentarzu Wojskowym na Powązkach w Warszawie (kwatera A27-1-8).

## Ordery i odznaczenia
- Krzyż Walecznych[9]